# 北京金台饭店
39°55′55″N 116°22′45″E / 39.9319073°N 116.3790884°E
北京金台饭店，对内称中直招待所，位于北京市西城区地安门西大街38号，是一家四星级酒店。为副局级事业单位，隶属中共中央直属机关事务管理局。

## 历史
金台饭店的前身是中共中央办公厅招待所，因位于厂桥，故又称厂桥招待所。1980年代时，厂桥招待所是一座三层建筑。
曾宪新回忆，1975年下半年，他从河南五七干校回到北京，赴厂桥招待所参加毛泽东选集第五卷的注释工作，廖盖隆时任毛泽东选集第五卷注释组副组长。
1978年6月1日，刚刚恢复的最高人民检察院开始办公，办公地点在厂桥招待所。不久，最高人民检察院迁到东华门，借用民政部的房屋办公。
1979年，王光美被释放，住在厂桥招待所。当时四人帮残余势力仍在，文化大革命中的“三种人”尚未得到清理。有人来对王光美说：“你现在虽然放出来了，但社会上还有很多人恨你。你不要随便外出，否则安全不保。”这导致厂桥招待所很紧张。王光美的子女刘源等人很生气，刘源回忆当时的心情时说：“这算什么呀！人都放出来了，怎么还限制自由？我们整天在群众中，没有这种感觉呀！党的十一届三中全会以后，完全是又一次解放的气氛嘛！”刘源去找胡耀邦的女儿胡曼丽，托她向胡耀邦反映此情况，要求给王光美换个地方住。胡曼丽得知后也很生气，随即向胡耀邦反映。胡耀邦当即请王光美迁居翠明庄（中共中央组织部招待所），当时胡耀邦兼任中共中央组织部部长。
1986年9月，中共中央政治局常委会决定，由国务院总理赵紫阳主持制定政治体制改革方案。由赵紫阳、胡启立、田纪云、薄一波、彭冲五个人组成中央政治体制改革研讨小组。研讨小组下设中央政治体制改革研讨小组办公室，负责具体研究政治体制改革的措施与途径。该办公室人员共二、三十名，多数是30多岁的年轻人。1986年10月4日，在厂桥招待所召开了中央政治体制改革研讨小组办公室第一次会议，与会者有该办公室的四位负责人鲍彤（国家体改委副主任兼党组副书记、赵紫阳总理秘书）、周杰（中办副主任）、贺光辉（国家体改委副主任）、严家其，还有该办公室的两位行政负责人陳一諮、陈福今，以及首批从各单位抽调来的7个研究人员。第一次会议开完后，该办公室随即将其人员集中到厂桥招待所，开始工作。1986年深秋，该办公室奉命在厂桥招待所起草了中共十三大报告的政治体制改革部分，形成了《关于政治体制改革的总体设想》，并先后成立七个专题研讨小组，即：党政分开研讨小组；党内民主与党的组织研讨小组；权力下放与机构改革研讨小组；干部和人事制度改革研讨小组；社会主义民主研讨小组；社会主义法制研讨小组；改革的基本原则研讨小组。历经总体研讨、专题研究、政策决策，研讨小组提出了政治体制改革的具体措施。这些措施获邓小平肯定，写入中共十三大报告。
1987年初，就在中央政治体制改革研讨小组办公室办公地点的楼下——厂桥招待所二层（中央政治体制改革研讨小组办公室驻三层），进驻一新成立的“写作班子”，据称是邓力群要求中共中央宣传部组织的“反击资产阶级自由化”的“中央写作组”。该班子后被知情者称作“厂桥大批判组”，由中共中央宣传部理论局局长卢之超任负责人，成员有不少是知名的“反自由化”人士。该班子人员入住厂桥招待所后，和中央政治体制改革研讨小组办公室人员在同一食堂吃饭，但不同桌；上下楼也常相遇，但从无交流。外人听说后开玩笑称，“你们这是‘两个基本点’对起来了啊。”
1987年中共十三大后，在中央政治体制改革研讨小组办公室的基础上，中央正式成立中央政治体制改革研究室，研究室一共留下17个研究人员，为中央的正部级机构，与中共中央农村政策研究室是并行的两机构。鲍彤被任命为中央政治体制改革研究室主任（鲍彤原任国家体改委的副主任兼党组副书记，并且兼任赵紫阳总理秘书。中共十三大后，不再担任这些职务，改任中共中央政治局常委政治秘书兼中央政治体制改革研究室主任，同时兼任中央宣传小组、党建小组成员）。
1994年，由厂桥招待所改建而成的金台饭店开业。
1995年12月18日，中华人民共和国国务院在北京金台饭店召开“小秦岭金矿区治理整顿工作会议”。
2005年1月17日，赵紫阳逝世。有关部门在金台飯店向将要参加其追悼会的人士發放赵紫阳的“訃告”和“車證”。
2005年12月28日下午，李昌夫婦來到中共中央直屬機關事務管理局的金台飯店，同胡耀邦夫人李昭見面，范泓以及《新京報》記者陳遠陪同前往。

## 设施
金台饭店位于地安门西大街南侧，与北京市第四中学相邻。由于公交线路和北京地铁6号线分布在地安门西大街上，所以交通便利。
金台饭店设有280间客房，分为标准间、单人间、豪华套间。饭店设有10个餐厅，菜肴汇集川菜、鲁菜、粤菜、黔菜、淮扬菜以及金台特色菜。饭店设有十余个大小会议场堂，可以承办350人以下的宴会、酒会。饭店还设有康乐中心、商务中心、票务中心、购物中心、美容美发等设施。